# Marie-Louise Berneri
Pour les articles homonymes, voir Berneri.

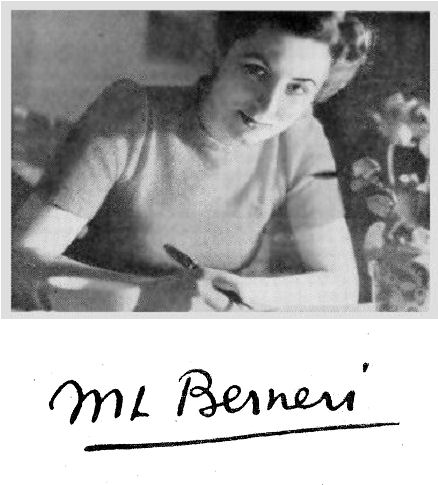

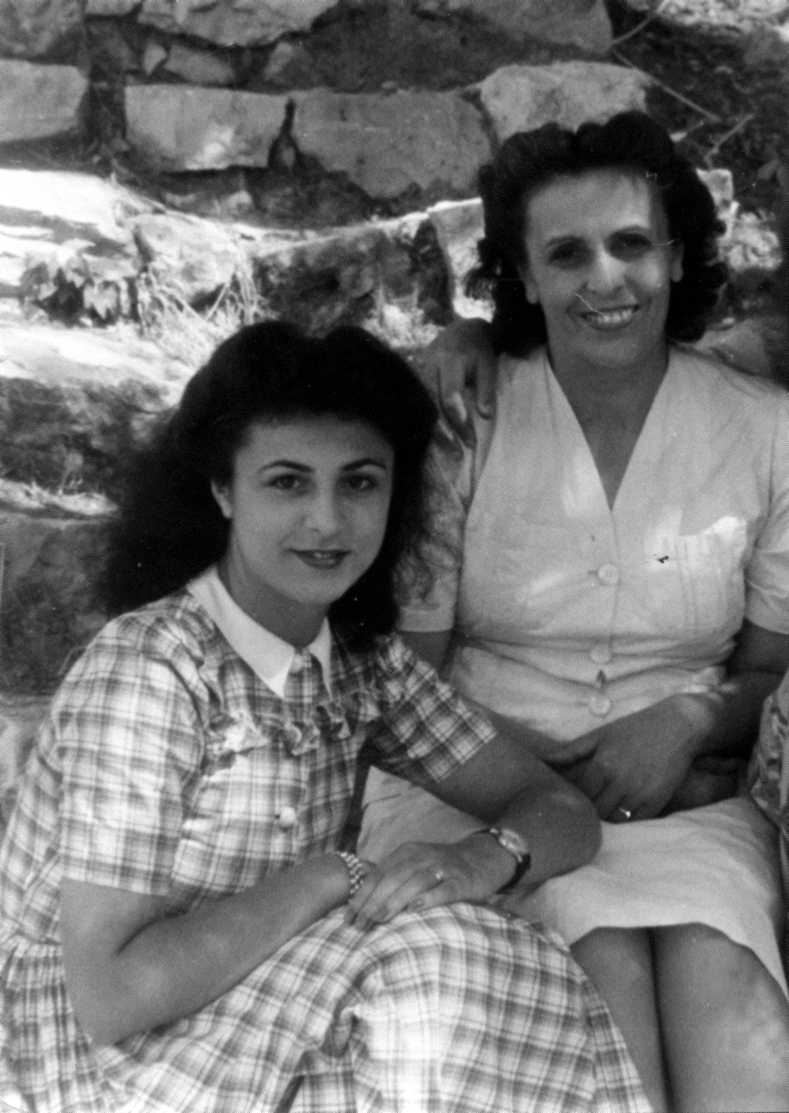
Avec sa mère Giovanna Berneri sans doute en 1936.

Marie-Louise Berneri ou Marie-Louise Richards, née le 1er mars 1918 à Arezzo (Italie) et morte le 13 avril 1949 à Londres, est une psychologue, journaliste politique, militante antimilitariste et anarchiste d'origine italienne.
Au début de la Seconde Guerre mondiale, elle fonde avec l'objecteur de conscience Vernon Richards, le journal antimilitariste War Commentary, publié à Londres jusqu'en 1945.

## Biographie
À l'âge de 8 ans, elle se réfugie en France avec sa mère, Giovanna Berneri, et sa sœur, Giliana Berneri, pour rejoindre son père, Camillo Berneri, contraint à l'exil par le régime mussolinien.
Après avoir passé son baccalauréat, elle réussit des études de psychologie en Sorbonne.
Elle se lie d’amitié avec de jeunes anarchistes, notamment Vernon Richards (Vero Recchioni), qu’elle épouse en décembre 1937 à Londres.
En avril 1936, elle s'installe à Londres.

### Révolution espagnole
Elle revient en France, avant d'aller rendre visite à son père parti combattre en Espagne aux côtés de la Confederación Nacional del Trabajo (CNT) dans la colonne Ascaso sur le front d’Aragon.
Le 5 mai 1937, Camillo Berneri est assassiné à Barcelone où elle se rend, avec sa mère, pour assister à ses funérailles.
En novembre 1937, elle rentre en Angleterre où avec Vernon Richards, elle assure la rédaction et l’édition du journal Spain and the World (1936-1939). Elle tirera les leçons de l'expérience espagnole : « C’est d’un point de vue anarchiste et sans être gênés par une fausse loyauté ou des considérations opportunistes, mais aussi avec modestie et compréhension que nous devrions essayer de tirer les leçons de la Révolution Espagnole. Je suis convaincue que notre mouvement sera plus démoralisé et affaibli par l’admiration aveugle et dépourvue d’esprit critique que par l’aveu franc des erreurs du passé. »
Bonne oratrice, elle prend part à diverses conférences et actions militantes, récolte des fonds pour les orphelins de la guerre d’Espagne et anime l’Union des groupes anarchistes de Grande Bretagne.
En 1938, elle participe aux activités de la revue Révision, fondé par Louis Mercier-Vega, Lucien Feuillade et Nicolas Lazarévitch.
Entre février et juin 1939, elle participe à la tentative de maintenir les liens au sein du mouvement anarchiste à travers le journal Revolt !.

### Militante antimilitariste
En novembre 1939, elle fait partie du petit groupe à l’origine du journal War Commentary, le seul organe antimilitariste anarchiste publié dans un pays en guerre.
De 1936 jusqu’à sa mort, son nom sera associé à celui des éditions Freedom Press.
En 1944, elle publie un pamphlet anti-stalinien, Workers in Stalin's Russia (Les travailleurs dans la Russie de Staline).
En avril 1945, elle est accusée, ainsi que Vernon Richards, Philip Sansom et John Hewetson, d’incitation à la désertion. Ses compagnons sont condamnés à 9 mois de prison, mais elle est acquittée du fait d'un article de loi anglaise qui précise qu’une femme ne peut conspirer avec son mari.
Son action ne se limite pas à la stricte propagande militante. Elle est passionnée de psychologie et popularise en Angleterre les ouvrages de Wilhelm Reich. Elle participe aux activités des surréalistes.
En décembre 1948, elle donne naissance à un fils mort-né. Atteinte d'une infection virale contractée lors de son accouchement, elle meurt de 13 avril 1949, à l'âge de 31 ans.
Elle laisse inachevés : une traduction de Bakounine commencée en collaboration avec George Woodcock, les notes de son père sur la sexualité, plusieurs recherches sur l'aspect révolutionnaire du Marquis de Sade et plusieurs écrits inédits sur Sacco et Vanzetti.

### Postérité
Après sa mort, un Comité en sa mémoire édite ses ouvrages posthumes : A tribute (1949), Journey through Utopia [Voyage à travers l’Utopie] (1950), Neither East nor West [Ni Est ni Ouest] (1952), une anthologie de ses articles de 1939 à 1948.
À noter également que son nom est donné, de 1951 à 1957, à une Colonie libertaire d’enfants (Colonia Maria Luisa Berneri), créée par sa mère Giovanna et Cesare Zaccaria, à Piano di Sorrento (Italie).

### Anecdote
À la première conférence anarchiste d'après-guerre, à Paris en 1948, un membre de la famille Berneri était présent dans les délégations française, italienne et britannique : Marie Louise représentait la Grande-Bretagne, sa sœur Giliana la France et sa mère Giovanna l'Italie.

## Œuvres
- Une Politique Constructive, War Commentary, décembre 1940, texte intégral.
- Le Coût de la Guerre et de la Libération, War Commentary, septembre 1943, texte intégral.
- WorldCat : bibliographie.
- Sudoc : bibliographie.

## Notices
- Notices d'autorité :   - VIAF
  - ISNI
  - BnF (données)
  - IdRef
  - LCCN
  - GND
  - Italie
  - Japon
  - CiNii
  - Espagne
  - Belgique
  - Pays-Bas
  - Pologne
  - Israël
  - NUKAT
  - Catalogne
  - Australie
  - Grèce
  - WorldCat
- Dictionnaire des anarchistes, « Le Maitron » : notice biographique.
- L'Éphéméride anarchiste : notice biographique.
- Centre International de Recherches sur l'Anarchisme (Lausanne) : notice bibliographique.
- Musée social : notice bibliographique.
- Libcom : notice biographique.
- The anarchist library : notice biographique.
- The Anarchist Encyclopedia : notice biographique.
- Società Storica Aretina : notice biographique.
- Enciclopedia delle donne : notice biographique.
- Archivio Famiglia Berneri - Aurelio Chessa : notice biographique.
- Institut international d'histoire sociale (Amsterdam) : notice biographique.